# Campeonato Europeo de Gimnasia Rítmica de 2008
El XXIV Campeonato Europeo de Gimnasia Rítmica se celebró en Turín (Italia) entre el 5 y el 7 de junio de 2008 bajo la organización de la Unión Europea de Gimnasia (UEG) y la Federación Italiana de Gimnasia.
Las competiciones se llevaron a cabo en el Palasport Olimpico de la ciudad piamontesa. 

## Países participantes
Participaron en total 110 gimnastas de 22 federaciones nacionales afiliadas a la UEG.
| - Austria (6) - Azerbaiyán (6) - Bielorrusia (6) - Bulgaria (6) - Eslovenia (1) - España (6) | - Estonia (1) - Finlandia (6) - Francia (1) - Georgia (5) - Grecia (6) - Hungría (1) | - Israel (6) - Italia (6) - Noruega (6) - Países Bajos (6) - Polonia (6) | - Portugal (5) - República Checa (6) - Rusia (6) - Suiza (6) - Ucrania (6) |

## Resultados
| Evento                                 | Oro                                    | Plata                                  | Bronce                               |
| -------------------------------------- | -------------------------------------- | -------------------------------------- | ------------------------------------ |
| Concurso completo ind. (06.06)         | Evgenia Kanayeva · Rusia · 75,725 pts. | Anna Bessonova · Ucrania · 73,850 pts. | Olga Kapranova · Rusia · 73,375 pts. |
| Grupo 5 con cuerda (07.06)             | Italia · 17,475                        | Bielorrusia · 17,275                   | Bulgaria 17,250                      |
| Grupos 3 con aro + 2 con mazas (07.06) | Rusia · 17,725                         | Italia · 17,675                        | Bielorrusia · 16,875                 |
| Grupos concurso completo (05.06)       | Rusia · 35,400                         | Bielorrusia · 34,725                   | Italia · 34,500                      |

## Medallero
| Núm. | País        | Oro | Plata | Bronce | Total |
| ---- | ----------- | --- | ----- | ------ | ----- |
| 1    | Rusia       | 3   | 0     | 1      | 4     |
| 2    | Italia      | 1   | 1     | 1      | 3     |
| 3    | Bielorrusia | 0   | 2     | 1      | 3     |
| 4    | Ucrania     | 0   | 1     | 0      | 1     |
| 5    | Bulgaria    | 0   | 0     | 1      | 1     |
|      | TOTAL       | 4   | 4     | 4      | 12    |